# Lilienthal Berlin
Lilienthal Berlin is een Duits horlogemerk met hoofdkantoor in de hoofdstad Berlijn. Het bedrijf is opgericht in 2015 door Jacques Colman and Michael Gilli. De naam is gebaseerd op de luchtvaartpionier Otto Lilienthal. De modellen zijn geïnspireerd op het Bauhaus design. Het bedrijf richt zich met hun marketing op de online markt. 
Het model Lilienthal 1 model heeft de German Design Award en de iF Design Award gewonnen in 2017.